# Brutus (program)

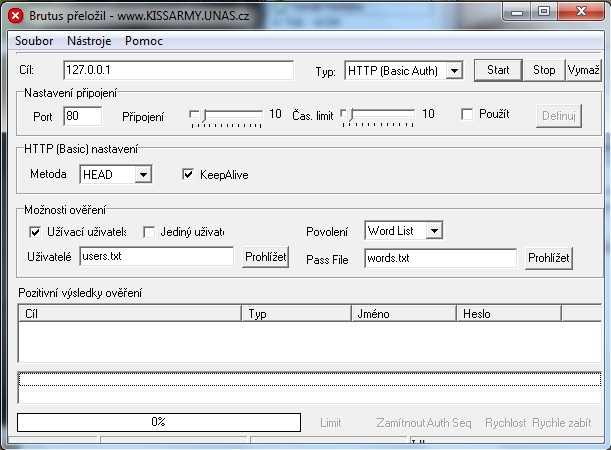
Zdjęcie programu Brutus

Brutus - program komputerowy przeznaczony do działania w systemach Windows 9x, NT, 2000, XP służący do siłowego, zdalnego łamania haseł następujących usług:
- HTTP (Basic Authentication)
- HTTP (HTML Form(POST/GET)/CGI)
- POP3
- FTP
- SMB
- Telnet
- Innych, takich jak IMAP, NNTP, NetBus itp. (Program umożliwia także tworzenie własnych schematów)

Aplikacja umożliwia przeprowadzanie ataków typu brute force oraz ataków słownikowych. Posiada duże możliwości konfiguracyjne. Jest uważana za jedną z najszybszych aplikacji tego typu.
Ostatnia wersja programu "Brutus AET2" została udostępniona 15 stycznia 2000 roku, od tamtej pory projekt nie jest rozwijany.